# Wojciech Tarnowski
Wojciech Tarnowski (ur. 22 czerwca 1936 w Klonowie, zm. 12 lipca 2024) – polski naukowiec, specjalista w dziedzinie automatyki oraz budowy i eksploatacji maszyn.

## Życiorys
Studiował na Politechnice Gdańskiej i Politechnice Warszawskiej, gdzie uzyskał tytuł magistra inżyniera. W 1969 roku obronił doktorat na Politechnice Śląskiej w Gliwicach, habilitował się w roku 1987 na Politechnice Warszawskiej. W 1990 roku nadano mu tytuł profesora. Pracował w Zakładach Mechaniczno-Precyzyjnych w Błoniu, w Przedsiębiorstwie Automatyki Chempomiar w Gliwicach (jako główny konstruktor), na stanowisku docenta na Wydziale Automatyki Politechniki Śląskiej, potem – już jako profesor – kolejno na Wydziale Mechanicznym Politechniki Koszalińskiej, Wydziale Mechatroniki Politechniki Gdańskiej i w Akademii Morskiej w Gdyni.
W latach 1973–1975 pełnił funkcję zastępcy dyrektora Instytutu Automatyki Politechniki Śląskiej. W latach 1968–1985 był także kierownikiem Zakładu Urządzeń Automatyki PŚl. Był założycielem i pierwszym kierownikiem Katedry Systemów Sterowania Politechniki Koszalińskiej (1989–2005) oraz kierownikiem Studiów Doktoranckich Politechniki Koszalińskiej w latach 2000–2006.
Odbył także następujące staże zagraniczne: LITMO (Leningradzki Institut Tocznoj Miechaniki) 1970; University of London w latach 1974–75; Queen Mary University of London w 1995 roku.
Od 1975 roku jest członkiem Polskiego Towarzystwa Mechaniki Teoretycznej i Stosowanej, w latach 1978–1983 pełnił funkcję wiceprzewodniczącego Oddziału PTMT w Gliwicach; jest także członkiem Polskiego Towarzystwa Cybernetycznego. Od 1981 roku jest założycielem i przewodniczącym dorocznej krajowej konferencji „Polioptymalizacja i CAD”.

## Publikacje
Wojciech Tarnowski opublikował 16 książek i monografii. Do najważniejszych tytułów należą (zob. adnotacje bibliograficzne):
- Błędy mechanicznych przyrządów pomiarowych i elementów automatyki. Politechnika Śląska Gliwice 1975 (wyd. 1), 1985 (wyd. 2, zmienione).
- Model procesu wyboru w projektowaniu technicznym. Zeszyty Naukowe Politechniki Śląskiej, seria Automatyka, zeszyt nr 72, Gliwice 1984, (wyd. 1), WSI Koszalin 1987 (wyd. 2). – praca habilitacyjna
- Metody koncypowania. Heurystyczne metody poszukiwania rozwiązań projektowych. Wydawnictwo Politechniki Śląskiej, Gliwice 1986.
- Symulacja komputerowa procesów ciągłych. Monografia Wydziału Mechanicznego WSInż., nr 56, Koszalin 1996 (wydanie zmienione).
- Modelowanie matematyczne i symulacja komputerowa dynamicznych procesów ciągłych (Stefan Bartkiewicz, współautor). Wydawnictwo Politgechniki Koszalińskiej, Koszalin 2003, ISBN 83-87424-63-3
- Podstawy Projektowania Technicznego. Wydawnictwa Naukowo-Techniczne (WNT), Warszawa 1997.
- Projektowanie układów regulacji automatycznej ciągłych z liniowymi korektorami ze wspomaganiem za pomocą Matlab'a. Wydawnictwo Uczelniane Politechniki Koszalińskiej, Koszalin 2001; 2008 (wyd. 2, poprawione), ISSN 0239-7129.
- Modelowanie systemów. Wydawnictwo Politechniki Koszalińskiej, Koszalin 2004.
- Optymalizacja i polioptymalizacja w technice. Wydawnictwo Politechniki Koszalińskiej, Koszalin 2011, ISBN 978-83-7365-273-6.
- Napędy w urządzeniach mechatronicznych (współautorzy: Tomasz Kiczkowiak, Włodzimierz Kęska, Zenon Ociepa). Wydawnictwo Politechniki Koszalińskiej, Koszalin 2015, ISBN 978-83-7365-370-2.

W jego dorobku znajduje się także ponad sto artykułów, w tym 10 napisanych we współautorstwie, oraz cztery patenty i 11 wypromowanych doktoratów.

## Odznaczenia, nagrody i wyróżnienia
Został odznaczony następującymi odznaczeniami:
- Krzyż Kawalerski Orderu Odrodzenia Polski (2003)[3]
- Złoty Medal za Długoletnią Służbę (2013)
- Medal Komisji Edukacji Narodowej (1999)
- Nagroda indywidualna II stopnia Ministra Nauki, Szkolnictwa Wyższego i Techniki
- Nagroda indywidualna III stopnia Ministra Nauki, Szkolnictwa Wyższego i Techniki (1989)
- Nagroda indywidualna III stopnia Ministra Nauki, Szkolnictwa Wyższego i Techniki (1970)